# Luíza Maia
Luiza Costa Maia (Ruy Barbosa, 20 de dezembro de 1951) é uma política brasileira.

## Biografia
Filiada ao Partido dos Trabalhadores (PT), iniciou sua trajetória política na terra natal, em Ruy Barbosa, quando fez parte dos movimentos de base da Igreja Católica local, e foi filiada durante 20 anos ao Partido Comunista do Brasil (PCdoB), além de ter sido filiada na década de 1980 ao PMDB.
Ela é bacharel em Letras com habilitação em Espanhol pela Universidade Federal da Bahia (UFBA).
Ela ocupou diversos cargos públicos, dentre os quais se destacam os de secretária municipal de educação da Prefeitura Municipal de Camaçari entre os anos de 1986 a 1987 e de Secretaria de Desenvolvimento Econômico do estado da Bahia, entre os anos de 2018 a 2019.
Quanto aos cargos políticos providos por eleição direta, ela foi eleita vereadora na Câmara Municipal de Camaçari, quando exerceu seu primeiro entre os anos de 1983 a 1988, pelo PMDB, e nos anos de 2005 a 2010, pelo PT. Durante as eleições de 2010, Luíza Maia foi eleita deputada estatual, tendo exercido o seu mandato entre os anos de 2011 a 2019.

## Lei Antibaixaria
Enquanto foi deputada estadual na Assembléia Legislativa da Bahia, Luíza Maia foi autora do projeto de lei que foi aprovado, promulgado e sancionado como "Lei estadual nº 12.573 de 11 de abril de 2012", conhecida como "Lei Antibaixaria". Esta lei estadual da Bahia apresenta regras que proíbem o poder público estadual de contratar artistas que violem a dignidade da mulher nas letras de suas músicas.